# İbrahim Açıkmeşe
İbrahim Açıkmeşe (* 1950 in Ardeşen, Provinz Rize) ist ein türkischer ehemaliger Generalleutnant der Gendarmerie (Jandarma), der zuletzt von 2007 bis 2008 Chef des Stabes der Gendarmerie (Jandarma Genel Komutanlığı Kurmay Başkanı) war.

## Leben
Açıkmeşe begann nach dem Schulbesuch eine Offiziersausbildung an der Heeresschule (Kara Harp Okulu), die er 1968 abschloss. Nach einem darauf folgenden Besuch der Infanterieschule (Piyade Okulu) war er zwischen 1969 und 1970 Absolvent der Offiziersschule der Gendarmerie (Jandarma Subay Okulu). Danach fand er zwischen 1970 und 1980 Verwendung in verschiedenen Gendarmerieeinheiten, und zwar nacheinander als Kommandeur der Gendarmerie in Eşme, als Zugführer und Kompaniechef im Motorisierten Gendarmerieregiment in Ankara, als Kommandeur der Gendarmerie in Erciş, als Leiter des Referats für öffentliche Sicherheit der Gendarmerie in Gaziantep sowie als Kompaniechef einer Ausbildungskompanie der Gendarmerieschule in Foça.
Nachdem Açıkmeşe zwischen 1980 und 1982 die Heeresakademie (Kara Harp Akademisi) absolviert hatte, war er Kommandeur des Ausbildungsbataillons der Gendarmerieschule in Foça und 1984 Absolvent der Streitkräfteakademie (Silahlı Kuvvetler Akademisi). Daraufhin folgte eine Verwendung als Leiter des Planungsreferats in der Nachrichtendienstabteilung im Hauptquartier der Gendarmerie sowie anschließend als Chef des Stabes der 2. Gendarmerie-Ausbildungsbrigade in Çanakkale, ehe er Leiter des Referats für Planung und Koordination in der Abteilung für allgemeine Grundsatzplanung im Hauptquartier der Gendarmerie war. Daran schloss sich eine Verwendung als Chef des Stabes der 22. Gendarmerie-Grenzbrigade in Mardin sowie von 1990 bis 1992 als Kommandeur des 116. Gendarmie-Ausbildungsregiments an. Daraufhin war er zwischen 1992 und 1993 Kommandeur des Ausbildungs- und Lehrregiments der Gendarmerieschule sowie von 1993 bis 1995 Leiter der Abteilung für allgemeine Grundsatzplanung und Koordinierung im Hauptquartier der Gendarmerie, ehe er zwischen 1995 und 1996 als Generalsekretär des Hauptquartiers der Gendarmerie tätig war.
Nach seiner Beförderung zum Brigadegeneral (Tuğgeneral) wurde Açıkmeşe 1996 Kommandeur des Gendarmerie-Regionalkommandos Tunceli (Tunceli Jandarma Bölge Komutanlığı), zu dem die Gendarmerie-Provinzkommandos Bingöl, Elazığ, Muş und Tunceli gehören. Daran schloss sich zwischen 1998 und 2000 eine Tätigkeit als Kommandant der Gendarmerieschulen (Jandarma Okullar Komutanlığı) an. Nachdem er 2000 zum Generalmajor (Tümgeneral) befördert worden war, fungierte er von 2000 bis 2002 als Leiter der Planungs- und Grundsatzplanung der Gendarmerie und war im Anschluss zwischen 2002 und 2003 erneut Kommandant der Gendarmerieschulen, ehe er von 2003 bis 2004 abermals Kommandeur des Gendarmerie-Regionalkommandos Tunceli war.
2004 wurde Açıkmeşe zum Generalleutnant (Korgeneral) befördert und bekleidete danach zwischen 2004 und 2006 den Posten des Kommandeurs des Gendarmerie-Ausbildungskommandos (Jandarma Eğitim Komutanlığı) in Ankara, ehe er im Anschluss von 2006 bis 2007 Leiter der Inspektionsabteilung im Hauptquartier der Gendarmerie war. Zuletzt wurde er am 17. August 2007 Nachfolger von Generalleutnant Mehmet Candaroğlu als Chef des Stabes der Gendarmerie (Jandarma Genel Komutanlığı Kurmay Başkanı ) und bekleidete diesen Posten bis zu seinem Eintritt in den Ruhestand am 17. August 2008, woraufhin er durch Generalleutnant Mustafa Biyik abgelöst wurde.
Açıkmeşe, der mit Ayten Vicdan Açıkmeşe verheiratet und Vater eines Kindes ist, spricht neben Türkisch auch Französisch.